# 괭이밥
괭이밥(학명: Oxalis corniculata, 영어: creeping woodsorrel 또는 sleeping beauty)은 괭이밥과에 속한 여러해살이풀이다. 들이나 길섶에서 절로 자라지만, 간혹 화분 등에 키우기도 한다. 5~8월에 피는 꽃은 잎겨드랑이에서 곧고 길게 나온 꽃자루에 산형꽃차례로 달리는데 지름 8mm 정도로 작고 노랗다. 잎과 줄기는 시큼한 맛이 난다. 부전나비의 먹이식물이다.

## 사진

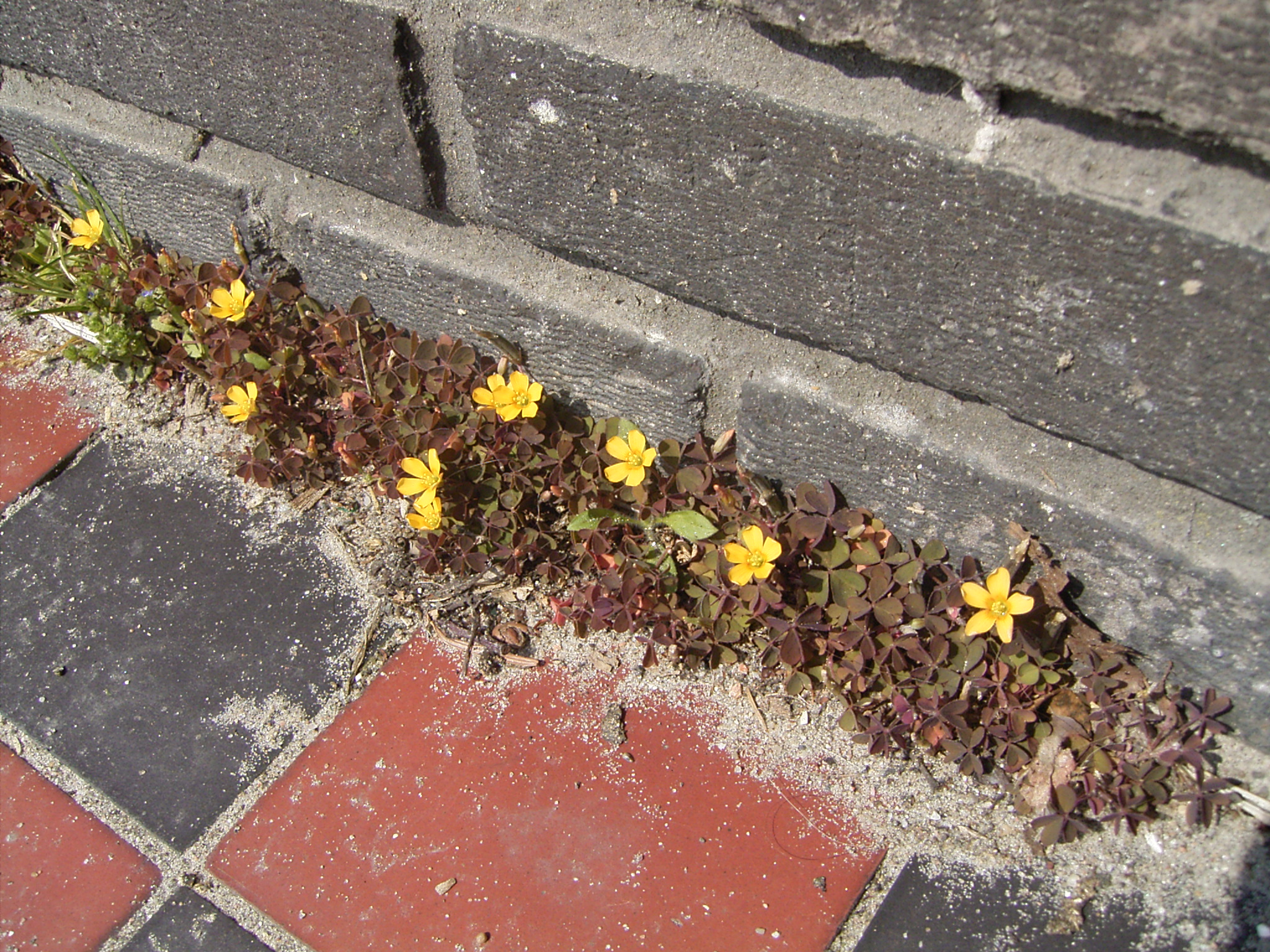
괭이밥.
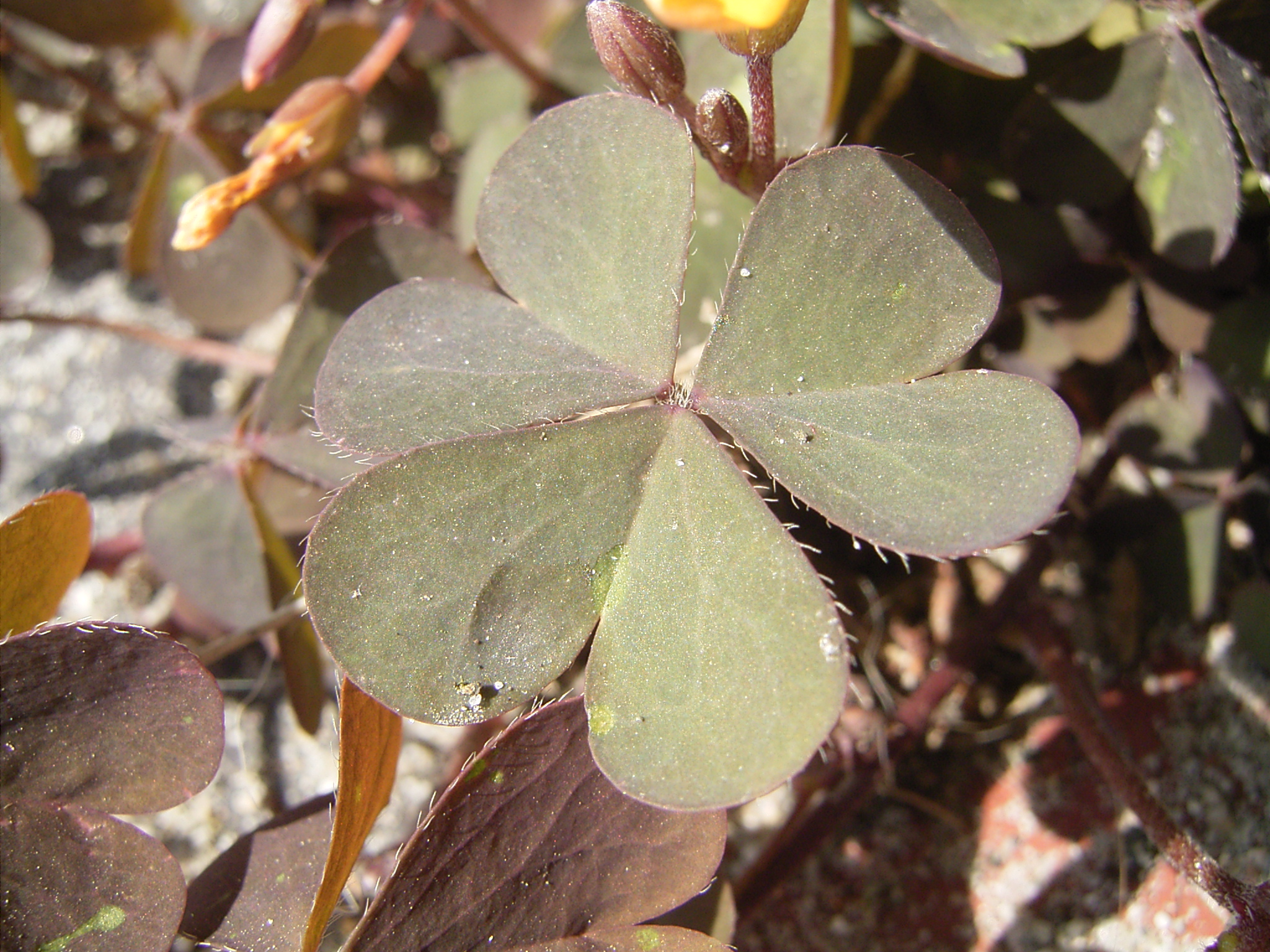
잎.
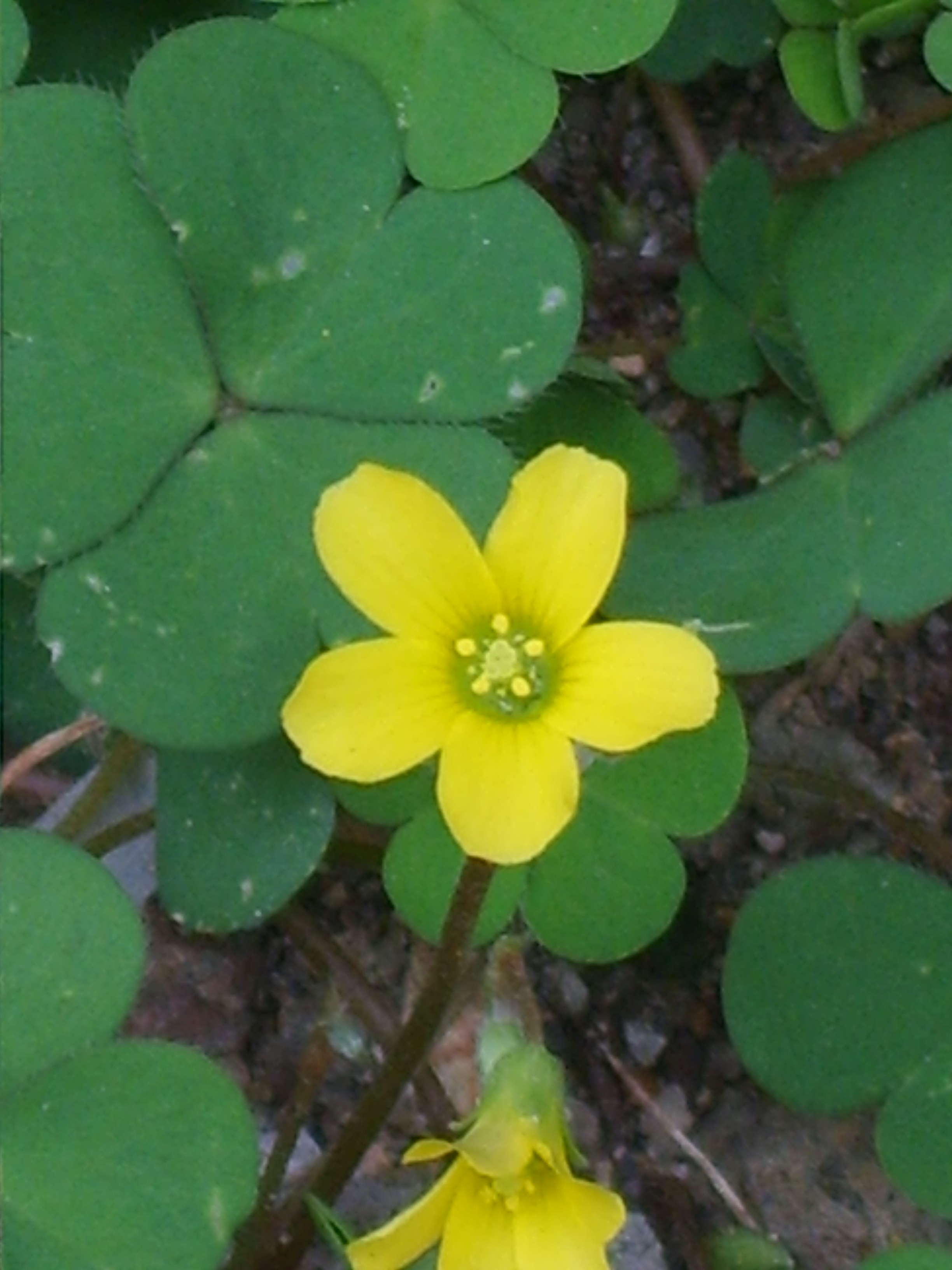
긴 꽃자루에 달린 꽃.
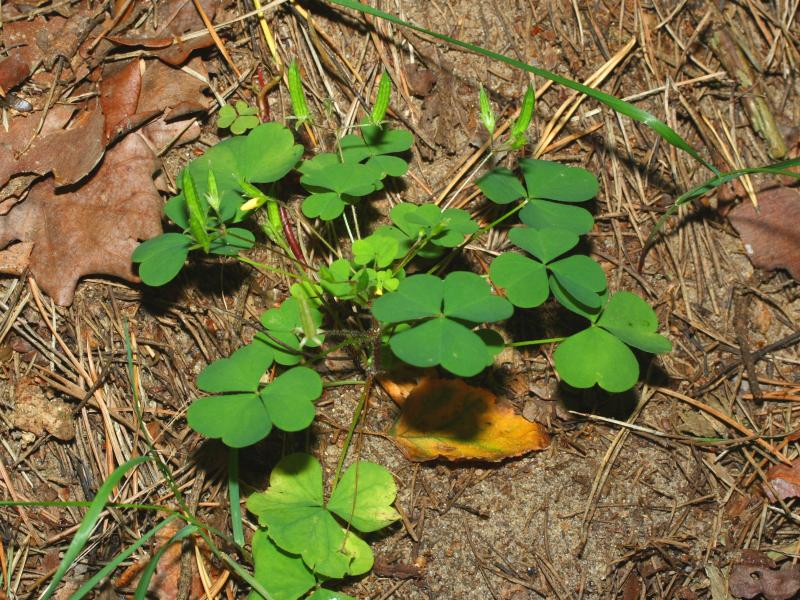
가을에 열매 단 모습
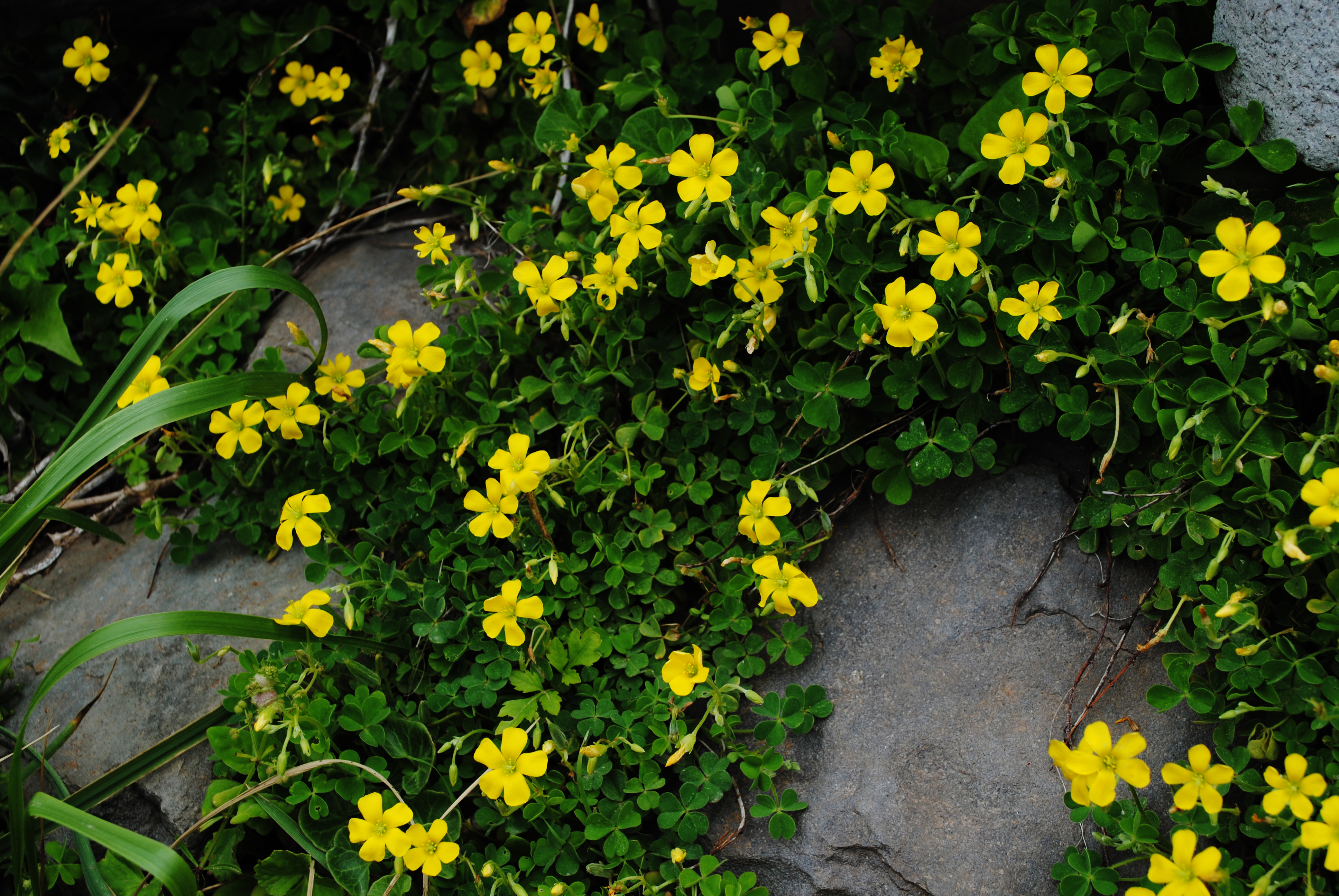
제주도 현무암 사이로 핀 괭이밥